# Радомський Олег Антонович

Будинок на вулиці Стрийській, 28

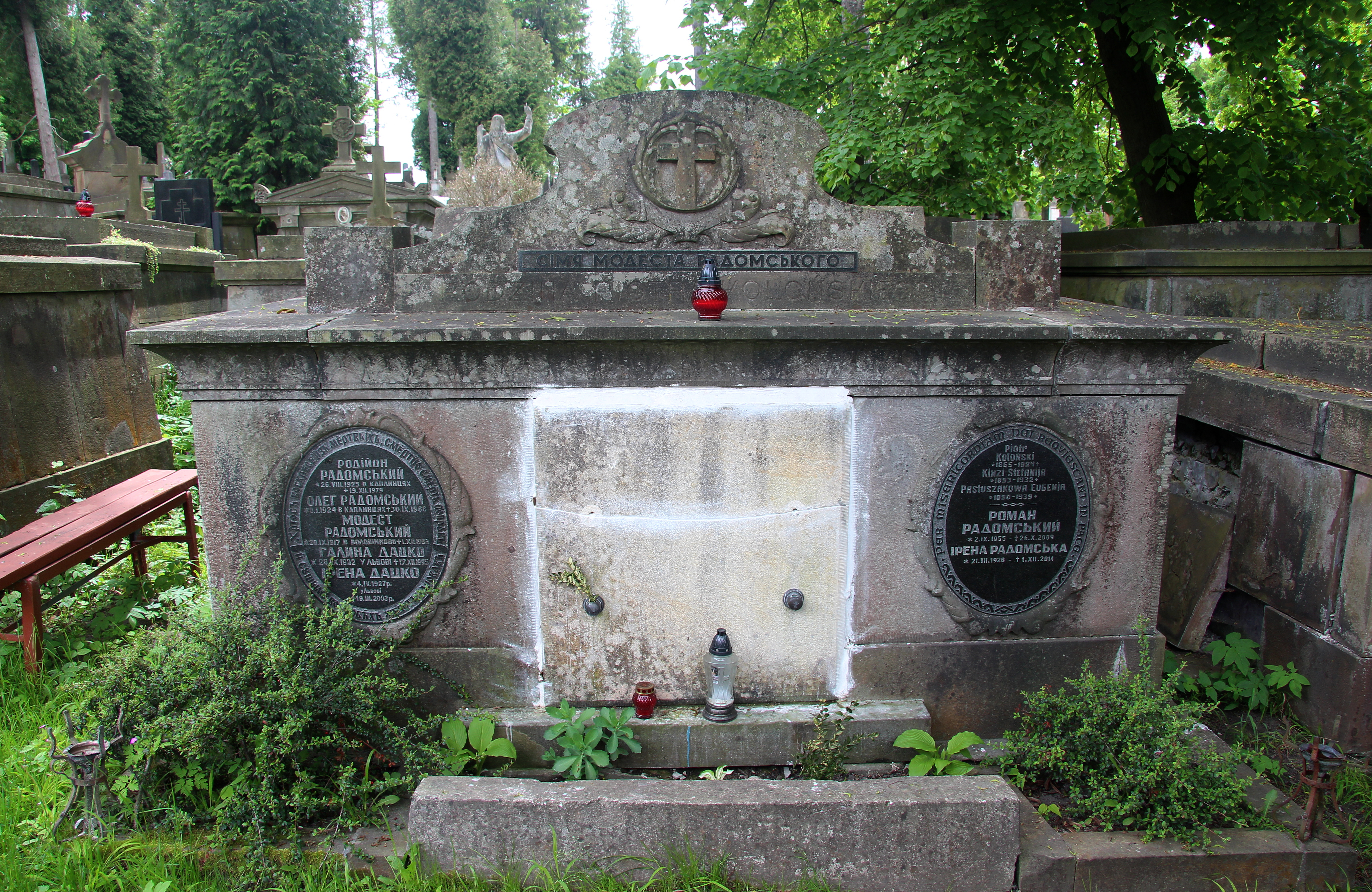

Олег Антонович Радомський (8 січня 1924, Каплинці — 30 листопада 1988, Львів) — український архітектор.

## Життєпис
Народився 8 січня 1924 року на Тернопільщині у селі Каплинці (тепер частина села Медова Козівського району) в сім'ї священика. Навчався в народній школі в Каплинцях, пізніше — у гімназії в Золочеві. Протягом 1942—1944 років навчався у Львівському медичному інституті, після чого перевівся на третій курс Львівського будівельного технікуму. Вступив до Львівського політехнічного інституту на інженерно-будівельний факультет. Від 1958 року член Спілки архітекторів УРСР. Працював старшим архітектором у львівському Облсільпроекті, пізніше — в Облпроекті (згодом «Діпроміст»). Помер 30 листопада 1988 у Львові, похований у родинній гробниці на Личаківському цвинтарі, поле № 68.
Роботи
- Генеральний план забудови міста Бережани (1955).
- Участь в оформленні інтер'єрів Порохової вежі у Львові під час адаптації споруди для потреб Спілки архітекторів (до 1959, разом з Ярославом Назаркевичем і Ярославом Новаківським).[1]
- Перший мікрорайон Львова на вулиці Богдана Хмельницького, реалізований частково (початок 1960-х років, співавтори Микола Мікула, Лариса Каменська).
- Проекти багатоповерхових житлових будинків мікрорайону поблизу нинішніх вулиць Вашингтона і Пасічної у Львові (співавтор Любомир Королишин).
- Житлові будинки у Львові на вулицях Венеціанова, 15 (1965), Стрийській, 28 (1969), Сахарова, 22.
- Комплекс споруд Західного наукового центру АН УРСР на вулиці Науковій (співавтори Анатолій Консулов, Борис Кузнєцов).
- Пансіонат "Дніпро" у Трускавці у співавторстві [2]